# Bimota BBX
Pour les articles homonymes, voir BBX.
La BBX est une gamme de motocyclette du constructeur italien Bimota.
Les modèles BBX 300 et BBX 508 sont présentées pour la première fois lors du salon EICMA de 2011. Après des années de production de moto routière, Bimota propose pour la première fois des machines d'enduro.
La base de ces deux machines a été imaginée par JTG (ou Jotagas), petite société créée par les pilotes Jordi Tarrés et Miki Arpa et basée à Alcañiz. Elle possède comme particularité d'offrir une bonne accessibilité mécanique. Bimota achète le cadre, le bras oscillant et le moteur pour la BBX 300. Tout le reste est spécifique à la marque de Rimini.
Le projet est abandonné, d'une part à cause d'une mauvaise réception des clients potentiels lors de la présentation des machines, d'autre part parce que JTG préférait se concentrer sur le développement de ses machines de trial plutôt que sur les enduros,. Si la demande avait été forte, la gamme devait se composer de deux machines à moteur 2 temps de 250 et 300 cm3, et de trois moteurs 4 temps de 400, 450 et 500 cm3.
Seules deux machines, une 300 et une 508, verront le jour. Elles sont rachetées ensuite par Antonio Mangino.
La BBX 300 était présentée avec un moteur monocylindre deux temps de 300 cm3 (alésage x course : 72 x 72 mm) Jotagas, alimenté par un carburateur Keihin de 38 mm. Ce moteur n'étant pas fonctionnel, Antonio Mangino le remplace par un moteur de Gas Gas EC300.
La BBX 508 est pourvue d'un monocylindre quatre temps à quatre soupapes de 495 cm3 (alésage x course : 100 x 62,65 mm), d'origine Gas Gas. Il est gavé par une injection électronique.
Toutes deux reçoivent un démarreur électrique, avec un kick de secours. Le poids annoncé est de 100 kg et 115 kg.
Le cadre est de type simple berceau dédoublé. Le bras oscillant est en aluminium. La suspension est assurée par une fourche télescopique inversée Marzocchi de 50 mm de diamètre, couplé à amortisseur Öhlins. Les débattements sont respectivement de 330 et 320 mm,.
Le freinage est assuré par un disque de 260 mm à l'avant et un disque de 240 mm, pincés par des étriers double piston,.
Les deux machines se parent d'une robe blanche, rouge et noire,.